# Гауденты
Гауденты (лат. Gaudentes — «радующиеся», от Fratres Gaudentes; Frati gaudenti или allegri — «радостные братья»; также Марианы, рыцари Марии) — итальянский католический рыцарский орден, официальное название — «Братья Преславной Девы Марии» (итал. Frati della Beata Gloriosa Vergine Maria). Возник в Болонье в 1233 году по инициативе доминиканца Бартоломео ди Бреганце, впоследствии епископа виченцского. Орден утверждён папской буллой Урбана IV «Sol ille verus» от 23 декабря 1261 года.
Основатели ордена, гибеллин Лодеринго дельи Андало (1210—1293) и гвельф Каталано деи Малавольти (1210—1285), определили в качестве его цели примирение враждующих гвельфов и гибеллинов и защиту обездоленных. Орден имел августинский устав. Марианы давали обет целомудрия, послушания и постоянной помощи вдовам и сиротам. Они носили белую одежду и серый плащ с красным крестом. В Италии они имели четыре командорства; тревизское существовало до XVIII века.
Название «fratres gaudentes» («радующиеся или веселящиеся братья») вначале не было насмешкой, но постепенно, поскольку члены ордена больше всего заботились о своих удовольствиях, приобрело в народе ироническое значение. «Под покровом лживого лицемерия они были в большем согласии со своей выгодой, чем с общей пользой» — писал Джованни Виллани в своей «Хронике» (до 1348).
Основатели ордена помещены Данте в шестой ров восьмого круга Ада среди лицемеров.